# بخش پنزنسکی
بخش پنزنسکی (به لاتین: Penzensky District) یک منطقهٔ مسکونی در روسیه است که در استان پنزا واقع شده‌است.